# شهرستان اترار
شهرستان اُترار  (به قزاقی: Отырар ауданы، وتىرار اۋدانى) یک شهرستان در قزاقستان است که در استان ترکستان واقع شده‌است.
این شهرستان ۵۶٬۲۴۶ نفر جمعیت دارد.